# Molecular Pharmaceutics
Molecular Pharmaceutics è una rivista accademica che si occupa di chimica farmaceutica.
Il suo impact factor nel 2014 è stato 4,384.